# کنویک، استرالیای غربی
کنویک (به انگلیسی: Kenwick) یک حومه شهر در استرالیا است که در استرالیای غربی واقع شده‌است. حومه این شهرک ترکیبی صنعتی سبک و نیمه روستایی است که در جنوب شرق پرت و در غرب گوسنلز قرار دارد.

## امکانات

### مکان‌های تاریخی
- قبرستان پیونوی کنویک
- لیدلو هومستید